# 天宁街道
天宁街道，是中华人民共和国江苏省常州市天宁区下辖的一个乡镇级行政单位。

## 行政区划
天宁街道下辖以下地区：
小东门桥社区、博爱路社区、斜桥巷社区、新丰街社区、舣舟亭社区、椿桂坊社区、局前街社区、怡康花园社区、青山路社区、后北岸社区、北直街社区、古村社区、陶沙巷社区、五角场社区、兆丰花苑社区和解放村。